# Basílides de Alejandría
Basílides de Alejandría fue el soldado romano que conducía al suplicio a Santa Potamiena, y al final él mismo fue muerto mártir.
- Datos: Q19202664